# Gauge (Pornodarstellerin)

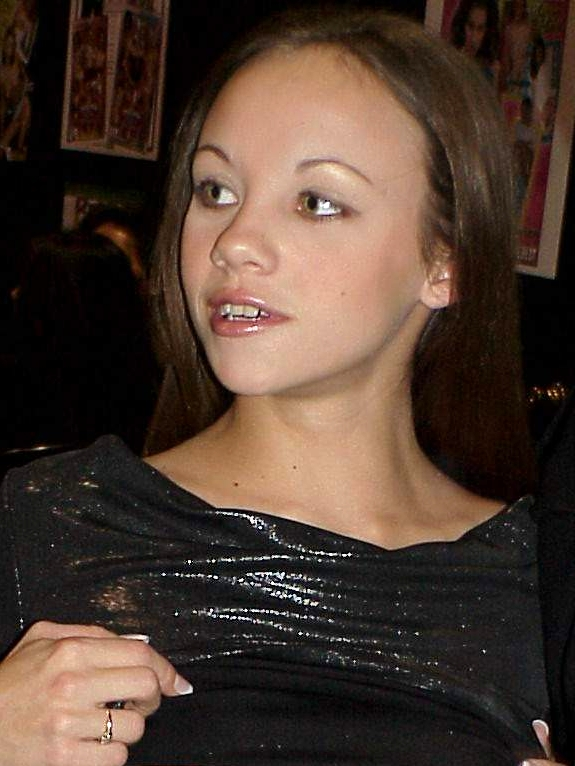
Gauge auf der AVN Adult Entertainment Expo 2001

Gauge (eigentlich Elizabeth R. Deans; * 24. Juli 1980 in Hot Springs, Arkansas, USA) ist eine ehemalige US-amerikanische Pornodarstellerin und Stripperin. Weitere Pseudonyme von ihr sind Gage, Guage, Paige und Sally Gauge.

## Leben
Gauge wirkte bereits im Alter von 19 Jahren in Pornofilmen mit und drehte die meisten Filme zwischen den Jahren 2000 und 2005. Seitdem ist sie seltener zu sehen gewesen. Sie hat sich allerdings nicht ganz aus dem Pornogeschäft zurückgezogen.
Im Jahr 1998 trat sie in der Howard Stern Show auf. 2006 war sie als Gast in der Oprah Winfrey Show zu sehen. Von 2003 bis 2006 moderierte sie die Radioshow Distorted Reality beim Internet-Radiosender KSEXradio.
Eine Nebenrolle in der Komödie News Movie (2008) war ihre Premiere als Schauspielerin in einem nichtpornographischen Film.
Sie war vom 14. Mai 2006 bis Dezember 2008 verheiratet.
In ihren Filmen ist sie häufiger in einer ungewöhnlichen Stellung zu sehen, in der sie während des Analverkehrs auf ihren Händen steht.

## Filmografie (Auswahl)

### Pornofilme
- 2001: My Plaything …
- 2002: Ass Worship 2
- 2002: Midnight Librarians
- 2002: Kung-Fu Girls 4
- 2002: Weapons of Ass Destruction
- 2002: Flesh Hunter 3
- 2003: Gauge Exposed
- 2003: Gangbang Girl 32
- 2003: Weapons of Ass Destruction 2
- 2004: Gauge and Friends
- 2004: Gauge Unchained
- 2004: Flesh Hunter 7
- 2005: Aurora Snow vs. Gauge
- 2005: Here's the Thing About Young Chicks

### Spielfilm
- Direct-to-Video: News Movie (2008) als Pornostar[7]

## Auszeichnungen
- 2002 XRCO Award – Best Threeway Sex Scene in Trained Teens (mit Aurora Snow und Jules Jordan)[8]
- 2005 KSEXradio Listeners Choice Awards – Favorite Porn Star[9]